# エリアス・メンデス・トリンダーデ
エリアス・メンデス・トリンダーデ（Elias Mendes Trindade, 1985年5月16日 - ）は、ブラジル・サンパウロ出身の元サッカー選手。現役時代のポジションはMF。

## 経歴
1997年からSEパルメイラスのユースチームでキャリアをスタートさせた。
2005年にナウチコに移籍し、その後複数のクラブを渡り歩いたのちに、2008年にコリンチャンスに移籍し、レギュラーを獲得した。2011年1月、アトレティコ・マドリードに移籍金700万ユーロ（約7億7000万円）で移籍した。1月17日、RCDマヨルカ戦でデビューを果たした。2011年8月30日、スポルティングCPへ5年契約で移籍。

## 代表歴
ブラジル代表として2010年9月23日に初招集を受けた。

## 所属クラブ
- クルーベ・ナウチコ・カピバリベ 2005-2006
- ECサンベント 2007
- CAジュベントス 2007
- AAポンチ・プレッタ 2008
- SCコリンチャンス・パウリスタ 2008-2010
- アトレティコ・マドリード 2011
- スポルティング・クルーベ・デ・ポルトゥガル 2011-2014

→ CRフラメンゴ 2013 (loan)
- SCコリンチャンス・パウリスタ 2014-2016
- スポルティング・クルーベ・デ・ポルトゥガル 2016-2017
- アトレチコ・ミネイロ 2017-2019
- ECバイーア 2020

## タイトル

### クラブ
コリンチャンス
- カンピオナート・ブラジレイロ・セリエB 2008
- カンピオナート・パウリスタ 2009
- コパ・ド・ブラジル 2009
- カンピオナート・ブラジレイロ・セリエA 2015

フラメンゴ
- コパ・ド・ブラジル 2013

アトレチコ・ミネイロ
- カンピオナート・ミネイロ 2017